# MW (漫畫)
《MW》是手塚治虫創作的日本漫畫作品。於小學館漫畫雜誌《Big Comic》1976年9月10日號至1978年1月25日號期間連載。身為作品名稱的「MW」不僅代表作品中毒氣的名字，也代表着主人公結城美知夫「Man」和「Woman」的身份。
本作為手塚作品中極富爭議性的故事，內容不但大量描寫了資本主義體制中各種弊端和人性的貪婪醜陋，當中主角的男同性戀性愛的大量描述，在當時的社會風氣下也是極具爭議的敘述手法，更甚者還包括強姦、虐殺等情節都出現在作品中，即便以現在的眼光來看，都是一部極具批判性和驚悚劇情的作品。

## 劇情簡介
出身於歌舞伎世家的精英銀行員結城美知夫有著身為瘋狂連續殺人魔的一面。每次犯行後，他都會到訪教會向賀來嚴神父懺悔，而這兩人之間締結有同性情侣的關係。
過去美知夫曾在少年時代到訪過沖真船島，被當地的不良少年幫派「烏鴉幫」誘拐。同時由某國埋藏在該島的秘密化學兵器「MW」洩露，由於目睹了島民相繼死去的慘景，以及自身也吸取了毒氣的緣故，美知夫的身体受到極大的摧残。當時身為乌鸦帮一員的賀來嚴在避難所也強行侵犯了美知夫。之後兩人逃離小島，賀來成為神父，而美知夫成為了銀行員。不過就算兩人之間主從關係有所改變，他們也一直沒有切斷彼此間的奇妙聯繫。而沖真船島上的犧牲者們被某國和日本的政治家們聯手處分，美知夫和賀來嚴成了知道島上秘密的最後兩名倖存者。
面對身心健康都被摧毀的事實，美知夫為了向當事者復仇，進行了一連串的誘拐事件和連續殺人。他的目的只有一個，奪取MW，讓世人分享自己的痛苦並且一起陪葬。為了阻止美知夫，一方面也是想要救濟他，弥补自己曾犯下的错误，賀來嚴神父不斷行動，但他自身卻沉浸在深深的苦惱和矛盾中不能自拔。賀來的行動更加劇了美知夫愉快的心理，使得他對犯罪更加不擇手段。

## 登場人物
- 結城美知夫
- 賀來嚴神父
- 谷口澄子
- 目黒检查官
- 關都銀行支店長
- 美保
- 中田英覺
- 松前警官
- 芳元高生
- 伴俊作
- ゴエモン
- 河本玉之丞
- 主教

## 出版書籍
- 單行本『MW』（小學館）全3卷
- 小學館文庫『MW』（小學館）全2卷
- 小學館叢書『MW』（小學館）全2卷
- 手塚治蟲漫畫全集『MW』（講談社）全3卷
- My First WIDE（廉價版）『MW』（小学館）全1卷
- 手塚治虫文庫全集『MW』（講談社）全2卷

中文版
- 《MW毒氣風暴》（文化傳信）全3本。1997/03、04
- 《MW》台灣東販，全3本。2008年12月24日

## 電影
為紀念原作手塚治虫誕辰八十週年而製作。於2009年7月4日於日本上映。香港則由驕陽電影有限公司購入發行權。並加入中文名稱——《MW毒氣風暴》。於2009年10月15日於香港上映。根據日本媒體報導，日本演員玉木宏在此齣電影首度飾演反派角色。

### 演員
- 結城 美智雄……玉木宏*原作名為美知夫
- 賀來 裕太郎……山田孝之*原作名為賀來嚴
- 牧野京子……石田百合子
- 澤木和之……石橋凌
- 山本裕典
- 中村育二
- 半海一晃
- 品川徹
- 鶴見辰吾

### 工作人員
- 導演：岩本仁志
- 腳本：大石哲也、木村春夫
- 音樂：池賴廣

## 外部連結
- 官方网站（页面存档备份，存于）（日語）